# میکرومتر (یکا)
میکرومتر (به انگلیسی: Micrometre) با نام پیشین میکرون؛ بر پایهٔ کاربرد اداره بین‌المللی اوزان و مقیاس‌ها; یکی از واحدهای طول متریک برابر با ۶-۱۰ متر است. یک میکرومتر معادل ۱۰۰۰ نانومتر یا ۱/۱۰۰۰ میلی‌متر است. میکرون را با حرف یونانی مو μm نشان می‌دهند.
میکرومتر یکای رایج در اندازه‌گیری طول موج فروسرخ، یاخته‌های زیستی و باکتری‌ها است.
میکرومتر برای درجه‌بندی الیاف پشم از دیدگاه قطر الیاف یکای استاندارد است؛ پشم با نازکی کمتر از ۲۵ میکرومتر می‌تواند برای تولید لباس استفاده شود، در حالی که ضخامت‌های درشت‌تر می‌توانند برای لباس بیرون، فرش و پتو استفاده شوند. عرض یک تار موی انسان از نزدیکی‌های ۱۰ تا ۲۰۰ میکرون اندازه‌گیری شده‌است. درازای بلندترین کروموزوم انسان؛ در حدود ۱۰μm است.